# Misgolas gracilis
Misgolas gracilis är en spindelart som först beskrevs av William Joseph Rainbow och Robert Henry Pulleine 1918.  Misgolas gracilis ingår i släktet Misgolas och familjen Idiopidae. Inga underarter finns listade i Catalogue of Life.